# Rondibilis bastiana
Rondibilis bastiana es una especie de escarabajo longicornio del género Rondibilis, tribu Acanthocinini, subfamilia Lamiinae. Fue descrita científicamente por Breuning en 1961.

## Descripción
Mide 9-11 milímetros de longitud.

## Distribución
Se distribuye por China, India y Nepal.